# Cecidospathius bedeguaris
Cecidospathius bedeguaris is een insect dat behoort tot de orde vliesvleugeligen (Hymenoptera) en de familie van de schildwespen (Braconidae). De wetenschappelijke naam van de soort werd voor het eerst geldig gepubliceerd door Kieffer & Jorgensen in 1910.